# Zemljevidi pomena
Zemljevidi pomena: arhitektura prepričanj je prva knjiga kanadskega kliničnega psihologa in profesorja Jordana Petersona. Izšla je 26. marca 1999, v slovenščini jo je v prevodu Nikija Neubauerja v digitalni obliki 2021 izdala založba Družina.
Knjiga predstavlja teorijo, skladno s sodobno nevroznanostjo, kako ljudje tvorijo pomen.

## Sklic
1. ↑  Lambert, Craig (september 1998). »Chaos, Culture, Curiosity«. Harvard Magazine.{{navedi novice}}:  Vzdrževanje CS1: samodejni prevod datuma (povezava)